# Cesar Antonio Valduga
Cesar Antonio Valduga (Campos Novos, 20 de maio de 1961) é um bancário e político brasileiro, filiado ao Partido Comunista do Brasil (PCdoB).
Nas eleições de 2014, em 5 de outubro, foi eleito deputado estadual para a Assembleia Legislativa de Santa Catarina pelo PCdoB, na 18ª legislatura (2015 — 2019). Assumiu o cargo em 1 de fevereiro de 2015.